# Franz Arndt

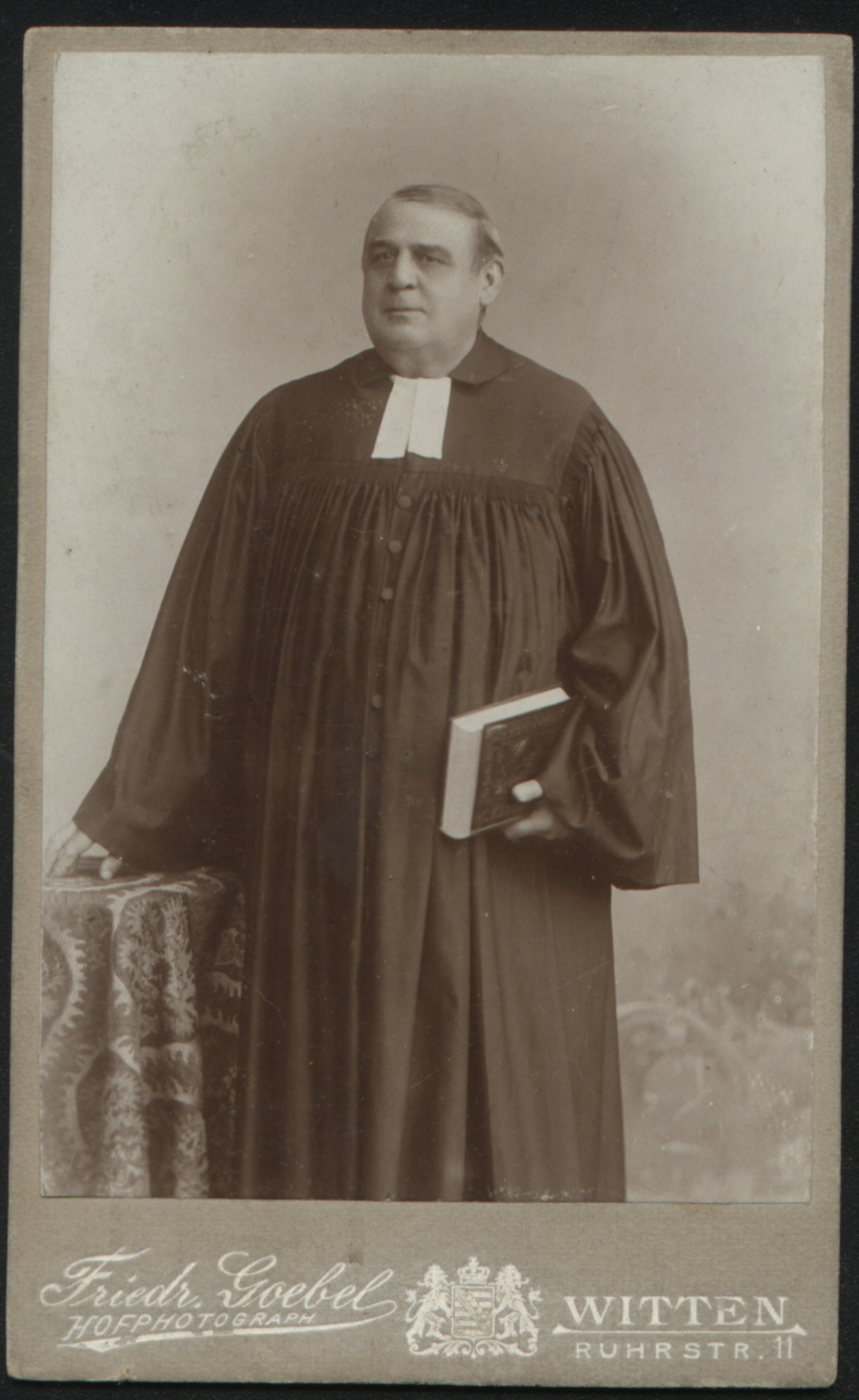
Franz Arndt als dominee

Franz Arndt (Sieversdorf, 6 augustus 1848 – Rostock, 19 juli 1917) was een Duits luthers theoloog en dominee.

## Biografie
Arndt, de zoon van een dominee, volgde gymnasia in Ruppin, Berlijn en Stendal. In het jaar 1869 begon hij zijn studie aan de Friedrich-Schiller-Universität Jena en de Humboldt-Universiteit. In 1875 werd hij hulpprediker en in het jaar daarop dominee in de gemeente Volmarstein. Nadat hij drie jaar lang voorbereidend werk geleverd heeft, kocht Franz Arndt in 1882 het huis Bethanien van timmerman Bönner aan, dat hij tot een tehuis voor zieken en ouderen ombouwde. In 1887 richtte hij een vrouwentehuis op en in 1895 een school voor kinderen van drie tot zes jaar.
Arndt ontwierp ook een tehuis voor gehandicapte, waarvoor hij verschillende tehuizen voor gehandicapte bezocht en opleidingen volgde. Het Johanna Helenen-tehuis werd in 1904 ingewijd. Franz Arndt nam in 1910 deel aan het eerste Duitse Kongress für Krüppelfürsorge in Berlijn. Het Hermann Luisen-huis, een inrichting die kreupelen opleidde tot ambachten, opende in 1911. In 1917 stierf Arndt tijdens een reis.

## Publicaties
- Die Bibel, ein Volksbuch (1894)
- Die sozialen Notstände und die Innere Mission (1889)